# 河田羆
河田 羆（かわだ たけし、1842年10月10日〈天保13年9月7日〉 - 1920年〈大正9年〉1月4日）は、日本の地理学者。明治政府の地誌編纂事業に終始関わった唯一の人物である。
衆議院議員で経済学者であった田口卯吉の母方（田口氏）の従妹の子で、美濃国岩村藩出身の儒学者佐藤一斎の孫にあたる。

## 来歴
1842年（天保13年）9月7日、儒学者の河田迪斎の四男として江戸に生まれる。
1855年（安政2年）9月23日、林家の家塾に入門する。1861年（安政6年）1月28日、昌平坂学問所の教授方出役（儒学者に次ぐ重要な役職）に就任する。同年12月27日、外国方の外国奉行支配調役並に就任する。1863年（文久3年）養子縁組を結び、新藤姓を継ぐ。1864年、外国奉行支配調役に昇進する。1868年4月、江戸城の開城に伴う外国方の廃止により、外国奉行の職を解かれる。しかし、明治元年9月に学問所開設の布令が出され、学問所（静岡学問所）の三等教授に就任する。1871年（明治4年）4月までに二等教授に昇進していた。この頃、矢田堀鴻の仲介により、塚本明毅と出会う。
1872年8月、学問所が廃校に伴い免職となるが、塚本明毅の手引きにより、同年9月27日に正院十等出仕に任命される。同年10月4日から太政官正院地誌課での勤務を始め、ウィーン万国博覧会に出品する『日本地誌提要』の編纂に関与する。1873年（明治6年）『日本地誌提要』が成稿。成稿直後から増補改訂に取りかかっていたが、同年5月5日に皇居（西の丸御殿）で火災が発生し、地誌課の図書類が失われる。同年6月18日に九等官（権大主記）に任命され、同年9月22日には八等官（大主記）に任命された。1874年（明治7年）8月30日、地誌課が正院から内務省地理寮に移され、同年9月3日に八等官（地理大属）に任命された。この頃『日本地誌提要』の増補改訂を済ませ、1879年（明治12年）にかけて刊行した。
1875年（明治8年）7月19日、奏任官である地理寮七等出仕に任命される。同年9月20日、地誌課が太政官正院に戻されたため、地誌掛となる。同年9月30日、七等官（三等修撰）に任命され、同年10月24日に正七位を与えられる。
1877年（明治10年）修史局が修史館に改組となり、人員削減が行われる。同年1月27日、七等官（四等編修官）に任命された。同年2月には養家と離縁し、河田姓に復姓する。同年12月8日、修史館の地誌業務が廃止され、同月20日に塚本明毅とともに辞職。地誌編纂事業は内務省地理局に引き継がれ、桜井勉が責任者となった。1878年1月11日、内務省地理局に地誌課が設置され、同年3月内務省御用掛准判任に任命された。同年8月、塚本明毅が監修し、河田が校正した『実測東京全図』を刊行する。
1879年4月18日、東京地学協会に創立と同時に入会する。1880年6月26日、同協会で「論日本地誌源委」と題する講演を行い、のちの地誌論のきっかけとなる。1881年、河田が校正した『大日本国全図』が刊行される。
1884年7月、塚本に批判的だった桜井勉によって、皇国地誌編纂事業が中止となる。1885年、六等官に任命され、桜井勉の指示により、地誌課の直轄事業として大日本国誌の編纂を開始する。1886年（明治19年）東京府、埼玉県、神奈川県及び山梨県の巡回を命じられた。1887年（明治20年）6月7日、文部省の小学校教科用地理書編纂旨意書審査委員を委嘱され、翌年6月14日、文部省の応募編纂小学校用地理書審査委員に委嘱される。1889年（明治22年）桜井勉が徳島県の知事に転任した後も、大日本国誌の編纂を継続するが、同年7月2日に地誌課は廃止される。地誌編纂業務は内務省から東京帝国大学に移され、同年10月1日、河田は帝国大学書記となる。翌日、帝国大学に地誌編纂掛が設置される。1891年（明治24年）地誌編纂掛と臨時編年史編纂掛が合併して史誌編纂掛となるが、ここには編纂員が置かれなかったため、河田は非職となり、同年4月16日に免職となる。
1892年（明治25年）4月4日、帝国大学文科大学書記に任命され、史誌編纂掛における唯一の地誌編纂員として『補正日本地誌提要』の編纂を開始する。この頃に史学会に入会する。1893年、史誌編纂掛が廃止されて非職となる。同年、6月10日の史学会で「東京地理の沿革」と題した講演を行った後、『史学雑誌』への寄稿は途絶え、1904年（明治37年）に史学会を退会した。
1894年頃、岩崎弥之助の援助のもと、静嘉堂文庫での勤務を開始する。1896年（明治29年）、重野安繹と共に『支那疆域沿革図』『支那疆域沿革略説』を刊行する。1897年（明治30年）吉田東伍らと『沿革考證 日本読史地図』『沿革考證 日本読史地図図説』を刊行する。
1899年（明治32年）4月、日本歴史地理研究会（日本歴史地理学会）の設立と同時に入会する。1900年（明治33年）から1905年（明治38年）にかけて、田口卯吉の依頼により『東京経済雑誌』に「支那西域考」を連載。1906年、漢文体で書かれた『日俄戦記』を清国で刊行する。
1920年（大正9年）1月4日、脳出血により本郷区の自宅で亡くなる。墓は谷中霊園にある。

## 著作

### 編集
- 『雪泥爪痕』関矢文吉、1898年8月。 NCID BN15079837。全国書誌番号:41014290。
- 『大磯誌』冨山房、1907年7月。 NCID BN14007182。全国書誌番号:53014849。
- 『静嘉堂秘籍志』 全50巻、宇賀正躬、1917年7月-1919年7月。 NCID BN14333732。全国書誌番号:43021266 全国書誌番号:53008410。

### 共著
- 重野安繹、河田羆『支那疆域沿革図』冨山房、1896年8月。 NCID BN04765978。全国書誌番号:40014705。
- 河田羆、吉田東伍、高橋健自『沿革考証日本読史地図』冨山房、1897年1月。 NCID BN10275441。全国書誌番号:40012788。

### 共編
- 依田雄甫・河田羆 編『日俄戦記』冨山房、1906年3月。全国書誌番号:40014435。

### 校正
- 『実測東京全図』塚本明毅監修、河田羆校正、吉田晋・赤松範静製図、地理局地誌課、1878年8月。 NCID BB09626464。全国書誌番号:21572060。
- 『実測東亰全図』塚本明毅監修、吉田晋・赤松範静製図、地理局校補、地理局地誌課、1879年10月。 NCID BB02187413。全国書誌番号:21572116。
- 『大日本国全図』塚本明毅監修、河田羆・小島尚絅校正、地理局地誌課、1883年10月。 NCID BA90383680。全国書誌番号:21471820。

### 校閲
- 古賀小太郎 編『良将達徳鈔』 全10巻、河田羆校、修文協会、1882年10月。 NCID BC09357905。全国書誌番号:40016781。
- 鵜飼弥太郎『巻懐年表』河田羆閲、博聞社、1886年7月。 NCID BB10622584。全国書誌番号:40011850。

### 漢訳
- 田所美治『日本欧美教育制度及方法全書 欧美教育制度及沿革』東亜公司・冨山房、1907年6月。全国書誌番号:40038499。